# 三十二身分
三十二身分 ，佛教術語，是不淨觀的一種，也是四十業處之一；指將自身分為三十二個分支，稱爲三十二身分，對每一部分分別思惟其不淨，無可貪樂。在一些經典中也列出三十六種或不及三十二種。

## 概述
南传巴利语系佛经的《小诵经》所举出的三十二种分别是：
1. 頭髮
2. 體毛
3. 指甲、爪
4. 齒
5. 皮
6. 肉
7. 筋肉、肌肉
8. 骨
9. 骨髓
10. 腎臟
11. 心臟
12. 肝臟
13. 胸膜
14. 脾臟
15. 肺
16. 肠
17. 肠膜
18. 胃中物
19. 大便
20. 大脑
21. 膽汁
22. 痰
23. 脓
24. 血
25. 汗
26. 脂肪
27. 眼泪
28. 等离子体
29. 唾
30. 鼻涕
31. 關節滑液
32. 小便

《杂阿含经》举出的三十六种分别是：
1. 头髮
2. 体毛
3. 指甲、爪
4. 齒
5. 塵垢
6. 流唌
7. 皮
8. 肉
9. 骨
10. 筋、肌肉
11. 血脈
12. 心臟
13. 肝臟
14. 肺臟
15. 脾臟
16. 腎臟
17. 腸
18. 肚
19. 生藏（五臟）
20. 熟藏（六腑）
21. 胞
22. 淚
23. 汗
24. 鼻涕
25. 沫
26. 肪
27. 脂
28. 骨髓
29. 痰
30. 癊
31. 膿
32. 血
33. 腦
34. 體液、汁
35. 屎
36. 溺（尿）